# Piotr Jachowicz

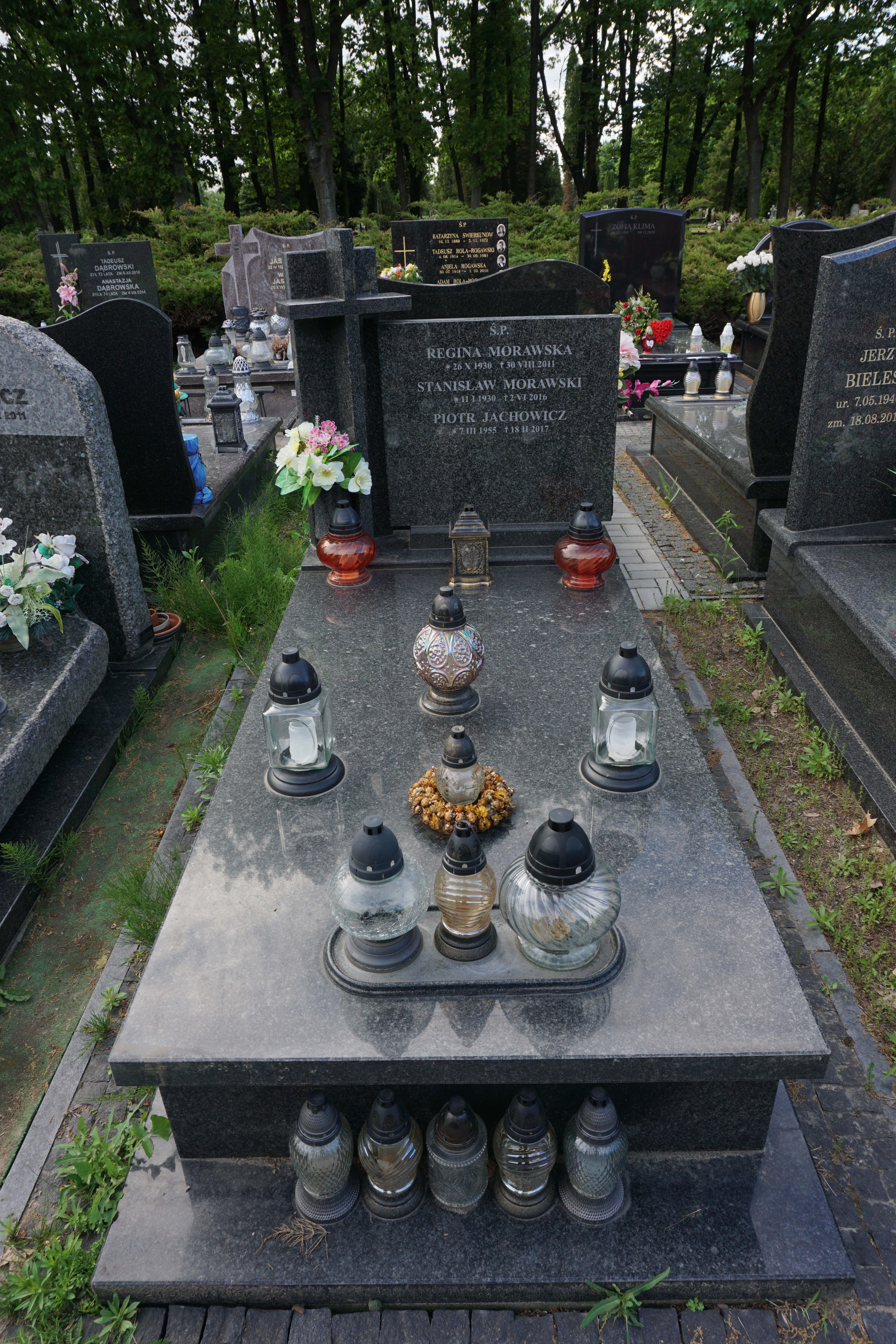
Grób Piotra Jachowicza na cmentarzu komunalnym Północnym

Piotr Jachowicz (ur. 1955, zm. 18 lutego 2017) – polski historyk gospodarczy, profesor nadzwyczajny Szkoły Głównej Handlowej w Warszawie. Doktor habilitowany nauk ekonomicznych w zakresie historii gospodarczej. Specjalizował się w historii Polski i świata po II wojnie światowej, zwłaszcza w dziejach pierwszych lat powojennych, oraz w polityce gospodarczej Wielkiej Brytanii.

## Życiorys
Absolwent Szkoły Głównej Handlowej w Warszawie. Od 1986 roku do śmierci pracował w Katedrze Historii Gospodarczej i Społecznej Kolegium Ekonomiczno-Społecznego Szkoły Głównej Handlowej w Warszawie. Habilitację uzyskał w 2004 roku na podstawie dorobku naukowego oraz rozprawy Strajk górników brytyjskich w latach 1984–1985. Wykładał również w Wyższej Szkole Menedżerskiej SIG w Warszawie i na innych uczelniach prywatnych.
Członek założyciel Polskiego Towarzystwa Historii Gospodarczej.

## Najważniejsze publikacje
- Strajk górników brytyjskich w latach 1984–1985, Oficyna Wydawnicza Szkoły Głównej Handlowej w Warszawie, Warszawa 2002.
- Gospodarka świata 1945-2000 (USA–Europa Zachodnia–Japonia), Warszawa: Wyższa Szkoła Menedżerska SIG, 2003.
- Kronika szczytów G-7, G-8, Warszawa: Wydawnictwo „Książka i Wiedza”, 2009 (z W. Morawskim).
- Oblicza kapitalizmu, Warszawa: Centrum Doradztwa i Ekspertyz Gospodarczych Szkoły Głównej Handlowej w Warszawie, 2011 (red.; ze S. Sztabą).
- W poszukiwaniu modelu gospodarki centralnie kierowanej, Warszawa: Oficyna Wydawnicza Szkoły Głównej Handlowej w Warszawie, 2013 (red.).